# Lehigh Acres
Lehigh Acres – jednostka osadnicza w Stanach Zjednoczonych, w stanie Floryda, w hrabstwie Lee.